# كونستانتين إنجل
كونستانتين إنجل (27 يوليو 1988 قراغندي كازاخستان - ) هو لاعب كرة قدم كازاخستاني يلعب كمدافع.

## روابط خارجية
- كونستانتين إنجل على موقع قاعدة بيانات كرة القدم.إي يو (الإنجليزية)
- كونستانتين إنجل على موقع بيانات كرة القدم. دي إي (الألمانية)
- كونستانتين إنجل على موقع ناشيونال فوتبول تيمز (الإنجليزية)
- كونستانتين إنجل على موقع Soccerway.com (الإنجليزية)
- كونستانتين إنجل على موقع عالم كرة القدم.نت (الإنجليزية)
- كونستانتين إنجل على موقع AS.com (الإسبانية)